# Aratta
Aratta va ser un antic estat situat en algun lloc de l'Orient Mitjà o Àsia meridional, els orígens del qual poden situar-se aproximadament entre 2500-2100 a.C. És esmentat en les llegendes sumèries més antigues, en particular a Enmerkar i el Senyor d'Aratta, com un país ric i muntanyós, situat «riu amunt», i governat per un rei anomenat Ensuh-keshdanna, que competeix amb Enmerkar, rei d'Uruk. Els dos principals candidats a la identitat d'Aratta són les regions muntanyenques del que després seria Urartu (el primer imperi armeni de la història), i la recentment descoberta civilització de Jiroft, al sud-est de l'Iran.
Aratta era coneguda pels seus metalls, minerals i artesans. Era també una font de plata, or i lapislàtzuli. Es diu que la deessa Inanna es va traslladar d'Aratta a Uruk, jugant un paper que es podria descriure com a «fabricant de reis».

## Mencions a la literatura sumèria
- Enmerkar i el Senyor d'Aratta[3] - La deessa Inanna resideix a Aratta, però Enmerkar d'Uruk li agrada més que el senyor d'Aratta, que no és nomenat en aquesta epopeia. Enmerkar vol que Aratta es sotmeti a Uruk, faci baixar pedres de la muntanya, elabori or, plata i lapislàtzuli i els enviï, juntament amb el mineral «kugmea» a Uruk per construir un temple a Inana. Inana li demana que enviï un missatger a Aratta, que puja i baixa les muntanyes «Zubi», i creua Susa, Anshan i les muntanyes «cinc, sis, set» abans d'arribar a Aratta. Aratta, al seu torn, vol gra a canvi. No obstant això, Inana transfereix la seva lleialtat a Uruk, i el gra guanya el favor de la gent d'Aratta per Uruk, de manera que el senyor d'Aratta desafia a Enmerkar perquè enviï un campió per lluitar contra el seu campió. Llavors el déu de la pluja Iskur fa créixer els cultius d'Aratta.
- Enmerkar i En-suhgir-ana[4] - El senyor d'Aratta, que aquí es diu En-suhgir-ana (o Ensuhkeshdanna), desafia a Enmerkar d'Uruk perquè se li sotmeti als afectes d'Inanna, però és rebutjat per Enmerkar. Un bruixot del recentment derrotat Hamazi arriba llavors a Aratta i s'ofereix a fer que Uruk es sotmeti. El bruixot viatja a Eresh on embruix el bestiar d'Enmerkar, però una dona sàvia supera la seva màgia i el llança a l'Eufrates; Aleshores, En-suhgir-ana admet la pèrdua d'Inanna i sotmet el seu regne a Uruk.
- Lugalbanda a la cova de la muntanya[5] - És una història de Lugalbanda, que es convertirà en el successor d'Enmerkar. L'exèrcit d'Enmerkar viatja per territori muntanyós per fer la guerra contra els rebels d'Aratta. Lugalbanda cau malalt i es queda en una cova, però resa als diferents déus, es recupera i ha de trobar la sortida de les muntanyes.
- Lugalbanda i l'ocell Anzu[6] - Lugalbanda es fa amic de l'ocell Anzud i li demana que l'ajudi a trobar el seu exèrcit de nou. Quan l'exèrcit d'Enmerkar s'enfronta a un revés, Lugalbanda es proposa per tornar a Uruk per demanar ajuda a la deessa Inana. Travessa les muntanyes, cap a la terra plana, des de la vora fins al cim d'Anshan i després fins a Uruk, on Inana l'ajuda. Ella aconsella a Enmerkar que s'emporti els «metalls i pedres tallades i picapedrers» d'Aratta i tots els «motlles d'Aratta seran seus». Aleshores es descriu que la ciutat té merlets fets de lapislàtzuli verd i maons fets de «cassiterita excavada a les muntanyes on creix el xiprer».

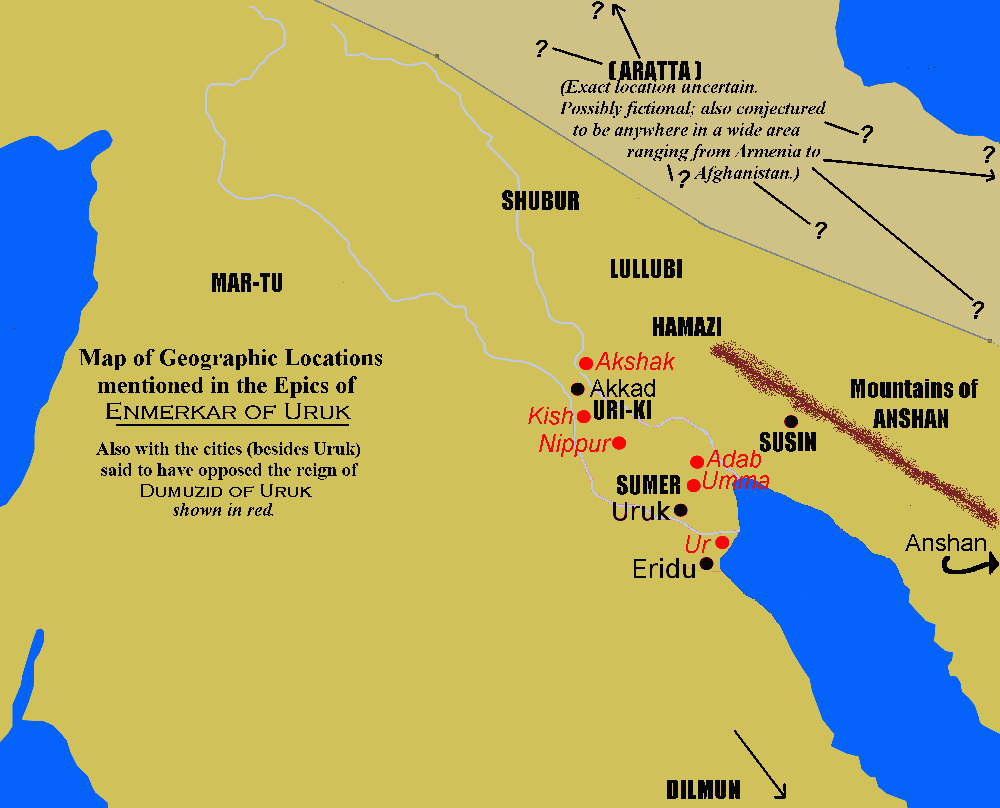
Llocs esmentats a les èpiques d'Enmerkar

### Altres mencions a la literatura sumèria
- Poema d'elogi de Šulgi (Šulgi Y):[7] «El vaig omplir de tresors com els de la gloriosa Aratta».
- Barcassa de Šulgi i Ninlil:[8] «Aratta, ple de tresors».
- Proverbis:[9][10][11] «Quan les autoritats són sàvies i els pobres són lleials, és l'efecte de la benedicció d'Aratta».
- Proverbis (de procedència desconeguda):[12] «Quan les autoritats són sàvies i els pobres deixen de ser pobres, és l'efecte de la benedicció d'Aratta».
- Himne a Hendursanga (Hendursanga A):[13] «Perquè Aratta es vegi aclaparada (?), Lugalbanda es manté a la vostra disposició (d'Hendursanga)».
- Himne a Nisaba (Nisaba A):[14] «A Aratta ell (Enki?) ha posat E-zagin (el temple de lapislàtzuli) a la seva disposició (de Nisaba)».
- L'edifici del temple de Ninngirsu (cilindre Gudea):[15] «pur com Keš i Aratta».
- Tigi a Suen (Nanna I):[16] «el santuari del meu cor que jo (Nanna) he fundat amb alegria com el d'Aratta».
- Inana i Ibeh:[17] «la serra inaccessible Aratta».
- Gilgameix i Huwawa (versió B):[18] «coneixen el camí fins i tot a Aratta».
- Himnes del temple:[19] «Aratta és respectada».
- L'himne del temple de Keš:[20] «Aratta és important».
- Lament per Ur:[21] «Aratta és pesada (consell)».

## Localització
Aratta representa, per als arqueòlegs, una mena de Troia ante litteram, ja que fa temps que es considera una ciutat mítica.
Els que consideren que aquest mite s'inspira en una ciutat que existia realment, han intentat localitzar aquesta última en diversos jaciments arqueològics iranians: Tall-i Malyan (Anxan), Xahr-i Sokhta o, des de principis dels anys 2000, la regió de Jiroft (o Jerof).
El país d'Aratta també s'ha identificat de vegades amb Urartu (set muntanyes allunyades de Sumer, segons els habituals mites sumeris), compartida entre l'est de Turquia, Armènia i el nord-oest de l'Iran. Sembla que en textos mesopotàmics de finals del mil·lenni II aC, el nom «Aratta» va acabar designant una regió diferent de l'original, situada al nord-est d'Assíria.

### Hipòtesi sobre la seva localització
Es pensava que Aratta podria ser una qualificació de la ciutat sumèria Xuruppak en vista del nom local del déu Enlil, però aquesta hipòtesi ja no s'accepta. Tot i que Aratta només es coneix als mites, alguns assiriòlegs i arqueòlegs han proposat possibles localitzacions basant-se en pistes del mite:
- els viatgers han d'arribar-hi passar per Susa i la regió muntanyosa d'Anxan;
- Atatta té minerals i pedres precioses, en particular lapislàtzuli, que vinguin d'on vinguin, es tallen in situ;[31]
- la ciutat és accessible per riu, encara que està lluny d'Uruk;
- tanmateix és prou a prop perquè un exèrcit sumeri hi arribi i l'ocupi l'any 2700 aC

El 1963, Samuel Noah Kramer va suposar que el «mont Hurum» d'un mite de Lugalbanda (que llavors va anomenar Lugalbanda al mont Hurum) es referia als hurrites i va situar Aratta al llac Urmia. No obstant això, aquest «mont Hurum», (hur-ru-um kur-ra-ka en aquesta història que actualment s'anomena Lugalbanda a la cova de la muntanya), de fet només designa una cavitat a les muntanyes, i per això Kramer va crear per a aquesta història el títol Lugalbanda, l'heroi errant.
Altres especulacions es refereixen a l'antiga ruta de les pedres precioses, la ruta de la Gran Khorassan que anava des de l'Himàlaia fins a Mesopotàmia a través del nord de l'Iran.
Es pensava que Anxan, que encara no s'ha localitzat, es trobava a la serralada central de les muntanyes de Zagros. Tanmateix, el 1973 Anxan va ser identificada com a Tall-i Malyan. Es troba a 600 km al sud-est d'Uruk, per tant està molt allunyada de les carreteres del nord o de les vies fluvials d'Uruk, i planteja la improbabilitat logística de traslladar un exèrcit sumeri del segle xxvii aC a través de 550 km de territori elamita per fer la guerra a Aratta. No obstant això, algunes especulacions també es relacionen amb l'Iran oriental, menys àrid en aquell moment que en l'actualitat. El doctor Youssef Majidzadeh creu que la civilització de Jiroft podria ser Aratta.
Mario Liverani especula que Aratta es pot localitzar a Xahr-i Sokhta.
Autors d'altres disciplines han continuat especulant sobre la situació d'Aratta. S'ha suggerit un possible parentiu amb el nom sànscrit «Āratta» o «Arātta», esmentat al Mahabharata i altres textos. A més, el nom està relacionat amb el topònim Ararat o Urartu. Altres autors consideren que aquest relat és purament mític; el 1973 els arqueòlegs van assenyalar que no hi ha proves arqueològiques de l'existència d'Aratta a part dels relats mítics, i el 1978 Hansman va advertir contra l'especulació excessiva.

### Troballes delseglexxi[46]
L'any 2000 una prolongada sequera va provocar canvis al curs del Halil, un riu al sud de l'Iran. Un vilatà de la zona, molt pobre, va desenterrar un objecte del fang al costat de la llera, que va resultar ser una peça de ceràmica, ho va ensenyar i el va vendre per un alt preu. A partir d'aquell moment es va generar una gran espoliació a la zona que només va parar al cap d'un any, el 2001, quan el govern iranià va prendre consciència de la situació i se'n va fer càrrec. L'Estat va manar identificar els objectes requisats a un expert en història i arqueologia antiga iranià, que va identificar els temes de les troballes com a propis d'un art més avançat que el sumeri, que va aparèixer més enllà del 3000 a.C, i al qual no se li havia trobat el lloc d'origen.
Seguidament van començar les excavacions legals a la vall, descobrint-se de seguida multitud de restes. El lloc coincideix amb les llegendes sumèries en la seva localització i descripció: una vall envoltada d'altes muntanyes a l'est, més enllà d'Elam, i a més a mig camí entre Mesopotàmia i la Vall de l'Indus, els dos bressols de la civilització. Al cap del temps es va concloure que havia existit a la vall, a més d'una sèrie de llogarets a les zones muntanyenques, una gran ciutat, enorme per pertànyer a la Prehistòria. A més, es va descobrir que els dos turons de la vall eren en realitat sengles edificis, un d'ells una piràmide esglaonada de 400 metres de costat, amb dos nivells del mateix període, de 10 i 11 metres d'alçada respectivament. Era el triple de gran que els ziggurats mesopotàmics i a més molt més antic. El disseny de les seves filades de tova es corresponia amb molts dels motius de les ceràmiques, que van arribar a tothom. La resta dels motius es relacionen amb les palmeres datileres, que són el principal recurs de la vall. Cal no oblidar que aquesta ceràmica especial també s'esmenta a les llegendes d'Uruk, i als contraforts muntanyosos propers es troben els minerals necessaris per a la seva fabricació.
Al costat de l'edifici es van trobar multitud d'objectes segellats i molts segells comercials, provinents del tot el món conegut en aquella època: Oman, Bactriana, Afganistan, Sumer i la Vall de l'Indus, cosa que fa pensar que la ciutat era un centre comercial internacional que tenia com a principal atractiu la seva ceràmica, així com la pedra de clorita. Aquestes investigacions estan en la fase inicial, però tot indica que van florir dotzenes de centres urbans entre Mesopotàmia i l'Indus, entre el 3000 i el 2000 a.C.
Diferents experts han analitzat també els cementiris i diverses restes fossilitzades d'ordi que testifiquen l'existència de l'agricultura en la regió. L'equip internacional està dirigit per l'arqueòleg iranià Yousef Majidzadeh.
Els arqueòlegs i altres experts que treballen des de l'any 2001 a la vall estan convençuts que aquest enclavament és la misteriosa Aratta, datant-la entre el 5000 i el 3000 a.C.